# San Isidro, Izúcar de Matamoros
San Isidro är en ort i Mexiko.   Den ligger i kommunen Izúcar de Matamoros och delstaten Puebla, i den sydöstra delen av landet, 120 km sydost om huvudstaden Mexico City. San Isidro ligger 1 314 meter över havet och antalet invånare är 363.
Terrängen runt San Isidro är kuperad åt sydost, men åt nordväst är den platt. Terrängen runt San Isidro sluttar västerut. Runt San Isidro är det ganska tätbefolkat, med 155 invånare per kvadratkilometer. Närmaste större samhälle är Izúcar de Matamoros, 5,3 km nordväst om San Isidro. I omgivningarna runt San Isidro växer huvudsakligen savannskog.